# Грааф, Лаурин ван дер
Лаурин ван дер Грааф (нем. Laurien van der Graaff; род. 14 октября 1987, Ньивкоп, Южная Голландия) — швейцарская лыжница, серебряный призёр чемпионата мира 2021 года в командном спринте. Специализируется в спринтерских гонках.
В Кубке мира ван дер Грааф дебютировала в 2008 году, в декабре 2021 года единственный раз в карьере попала в тройку лучших на этапе Кубка мира, в спринте. Кроме этого на сегодняшний момент имеет 5 попаданий в десятку лучших на этапах Кубка мира, 3 в личном спринте и 2 в командном. Лучшим достижением ван дер Грааф в общем итоговом зачёте Кубка мира является 36-е место в сезоне 2011/12.
За свою карьеру принимала участие в одном чемпионате мира, на чемпионате мира 2011 года заняла 40-е место в спринте свободным ходом.
Использует лыжи и ботинки производства фирмы Rossignol.